# Atropatene

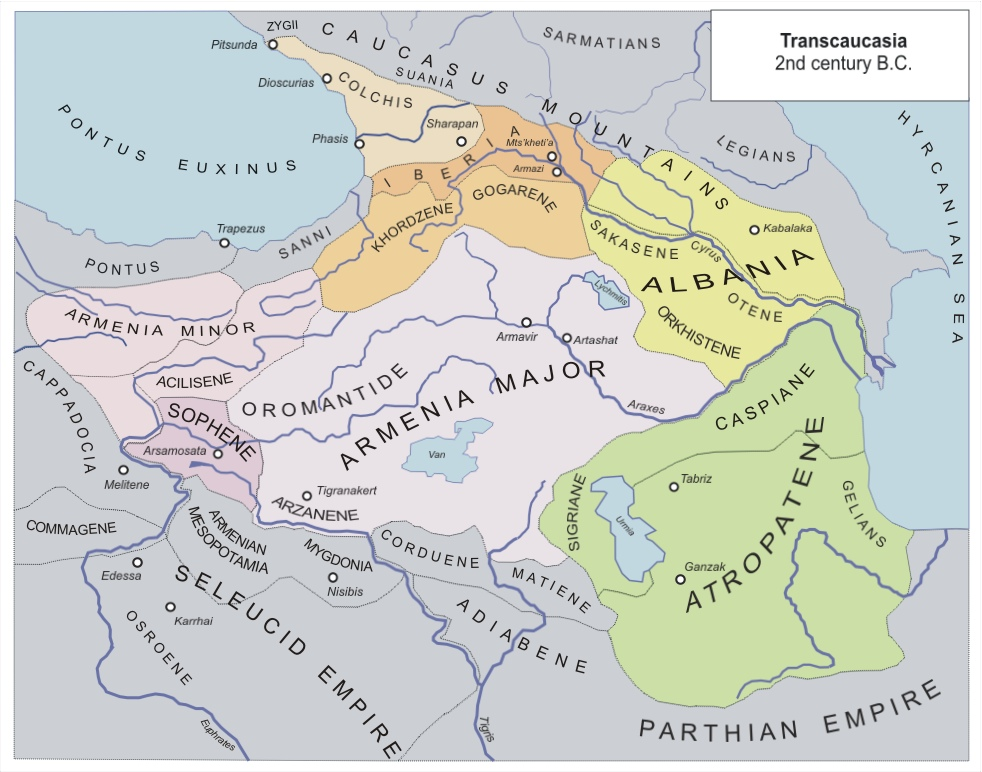
Atropatene, ca. 2. bis 1. Jahrhundert v. Chr.

Atropatene (auch Media Atropatene) war ein unabhängiges Königreich, das hauptsächlich auf dem Gebiet der iranischen Provinzen Ardabil, West-Aserbaidschan und Ost-Aserbaidschan lag. Es wurde von dem altpersischen (achämenidischen und alexandrinischen) Satrapen (Gouverneur) der Satrapie Medien, Atropates begründet, nach dem es auch benannt ist, der sich nach der Eroberung durch Alexander den Großen in westlichen Teilen seiner Satrapie unabhängig machen konnte. Als unabhängiges Reich existierte Atropatene wahrscheinlich bis ins 3. Jahrhundert n. Chr. und wurde danach wieder zur persischen Provinz.
Auf die mittelpersische Namensform von Atropatene, Āturpātakān geht der Name der historischen Region „Aserbaidschan“ zurück, womit noch bis Anfang 20. Jahrhundert aber nur die Gebiete südlich des Arax bezeichnet wurden, größtenteils das heutige Iranisch-Aserbaidschan, südlich des modernen unabhängigen Staates Aserbaidschan. Der Name wurde erst kurz vor dem Ersten Weltkrieg auch auf nördlichere Regionen übertragen.

## Gründung
Das Gebiet gehörte vor der Zeit des Achämenidenreiches geographisch, kulturell und politisch zu Medien. Die Bewohner Mediens waren zu großen Teilen Meder und das Zentrum dieser Landschaft lag in Ekbatana.
Nach der Eroberung des persischen Reiches durch den makedonischen König Alexander der Große behielt Medien seinen damaligen Satrapen, Atropates, obwohl dieser auf persischer Seite die medischen Truppen kommandiert hatte. Nach Alexanders Tod fiel das südliche Medien, Ekbatana eingeschlossen, an das Seleukidenreich. Atropates konnte die Kontrolle über das nördliche Medien behalten und begründete eine Dynastie, die über ein unabhängiges Königreich herrschen konnte. Das Land wurde von Zeitgenossen in griechischer Sprache als Media Atropatene, „Medien des Atropates“ bezeichnet.

## Gestalt
Ein Grund dafür, dass Atropatene ohne größere Schwierigkeiten unabhängig werden und diese Unabhängigkeit lange behaupten konnte, war möglicherweise der Mangel an natürlichen Rohstoffen. Das Land war größtenteils gebirgig, besaß aufgrund dort herrschender mediterraner Klimabedingungen jedoch immerhin günstige landwirtschaftliche Voraussetzungen. Das Gelände wies allerdings große Vorzüge in der Verteidigung auf, was einen Eroberungsfeldzug gefährlich und unrentabel erscheinen ließ.
Die Hauptstadt Atropatenes war Gazaka, persisch Ganzak, im Süden des Urmiasees. Nahe der Stadt lag die Festung Phraaspa, die an der Stelle von Tacht-e Suleiman vermutet wird. Die genaue Ausdehnung des Königreichs ist unbekannt, die Nordgrenze lag nördlich des Urmiasees. Der antike Geograph Strabon berichtet im dreizehnten und vierzehnten Kapitel des elften Buchs seiner Geographie von Grenzkonflikten mit Armenien und Parthern mit wiederholten Grenzverschiebungen.
Atropatene war ein von der Außenwelt weitgehend abgeschottetes Königreich, das lange als Hochburg des Zoroastrismus betrachtet wurde, was vor allem dadurch bestätigt zu sein scheint, dass das spätere zoroastrische Hauptheiligtum Adur Gushnasp auf einst atropatenischem Boden lag. Diese Ansicht wird seit einiger Zeit jedoch in Frage gestellt, da außer dem genannten Indiz keine fundierten Beweise hierfür gefunden wurden. Atropatene scheint sich erfolgreich der Hellenisierung widersetzt und seine achämenidisch-iranische Tradition bewahrt zu haben.

## Geschichte
Nach der Loslösung vom Alexanderreich konnte sich Atropatene friedlich entwickeln, bis Antiochos III. das Land in den Status eines Vasallenstaates zwang, der später unter parthischer Herrschaft fortgeführt wurde. Dabei scheint auch Armenien, selber ein Vasall der Parther, großen Einfluss auf Atropatene gehabt zu haben. Dennoch verfügte Atropatene über ein starkes Heer, das auf die Kavallerie betont war. Vermutlich zog es Nutzen aus den berühmten nisäischen Pferden.
Pompeius gelang es, den atropatenischen König Dareios zu besiegen. Aufgrund der auffällig hohen Zahl an Münzen, die sein Bildnis tragen, wird dieser Dareios auch als Usurpator auf den parthischen Thron betrachtet. 36 v. Chr. führte Marcus Antonius einen Feldzug gegen die Parther durch Armenien und Atropatene, scheiterte jedoch bei der Belagerung von Gazaka.
Atropatene blieb lange ein Vasallenkönigreich der Parther, scheint jedoch mit der Zeit immer näher an das Partherreich gebunden worden zu sein. Könige aus dem Haus der Arsakiden bestiegen immer häufiger den atropanischen Thron, und als die Sasaniden 226 das Land eroberten, war es wohl mehr eine Provinz des Partherreiches als ein eigenständiges Königreich, auch wenn die Herrscher noch den Königstitel trugen.

## Überlieferung
Über Atropatene ist aus antiken Quellen nur sehr wenig bekannt, auch archäologische Grabungen brachten nur spärliche Indizien des Königreichs zutage. Das Land erscheint als Randnotiz in den Werken Plutarchs, Ptolemäus’, Cassius Dios, Appians, Strabons, Plinius’ des Älteren und Polybios’, ein Werk, das sich in größerem Maße mit Atropatene beschäftigt, gibt es jedoch nicht.

## Könige
Aufgrund der mangelhaften Quellenlage ist es schwer, eine Herrscherliste für Atropatene zu erstellen. Münzprägung war, wenn überhaupt vorhanden, in Atropatene wohl eher sehr beschränkt. Nur von Dareios sind größere Mengen von Münzen bekannt, von denen jedoch vermutet wird, dass sie nicht von ihm selbst, sondern von höheren parthischen Stellen herausgegeben wurden. Mithilfe der spärlichen Quellen ist dennoch eine lückenhafte Chronologie erstellbar. Bei den meisten Daten handelt es sich um Vermutungen oder Schätzungen.
Atropatiden
- Atropates (323–ca. 300 v. Chr.)
- unbekannter Herrscher
- Artavasdes I. (auch Artabazanes; ca. 270–nach 220 v. Chr.)
- unbekannte Herrscher
- Mithradates (vor 85–ca. 66 v. Chr.)
- Dareios (ca. 66/65 v. Chr.)
- Ariobarzanes I. (ca. 65–? v. Chr.)
- Artavasdes II. (vor 36–ca. 31 v. Chr.)
- direkte parthische Herrschaft
- Ariobarzanes II. (20–ca. 6 v. Chr.)

Arsakiden
- vgl. Liste der Herrscher des Partherreiches
- Pakoros (51–nach 72), letzter bekannter König